# 棒高跳
棒高跳（ぼうたかとび、英語: pole vault、フランス語: saut à la perche）は、陸上競技の跳躍競技に属する種目で、ポールの反発力を使って高く跳ぶ能力を競う競技。使用されるポールは長く、しなやかな材質のものが用いられ、同じような跳躍競技である走高跳よりも格段に高い記録が出る。
なお、棒高跳は跳躍競技に含まれるが、走幅跳 (Long jump, Saut en longueur)、走高跳 (High jump, Saut en hauteur) のような「ジャンプ」とは呼ばず、「手で棒を用いて飛び越える」というスタイルから、英語ではpole vault（ポウル・ボールト）と表記され、競技者も「ジャンパー」ではなく「ボールター」と呼ばれる。
陸上競技における正しい表記は棒高跳であるが、学校教育や新聞記事など陸上競技関係者以外が多く関わる場面では棒高跳びと表記されることもある。
オリンピックでは、男子は1896年の第1回アテネオリンピックから、女子は2000年シドニーオリンピックから正式種目となった。
女子は1993年以降の記録を日本記録として公認している。

## ルール
- 大会ごとに設定されたバーの高さに挑戦していき成功した競技者は次の高さに挑戦できる（20cmや10cmの間隔で上がっていくが大会ごとに異なり事前に説明がある）。3回続けて失敗すると競技終了。最後に成功した高さがその競技者の記録となる。
- 試技をパスして次の高さに進むことができる。ただし、パスした高さは成功とは認められない。
- 同一記録で複数の競技者が並んだ場合はその高さをより少ない回数でクリアした競技者が上位となり、それも同じ場合は失敗試技の総数が少ない方が上位となる。失敗試技の総数も同じ場合は同順位となる（1位は除く）。
- 1位記録で複数の競技者が並んだ場合、サドンデス方式の順位決定戦（ジャンプオフ）を行う。1位記録より1段階高い高さからスタートし、成功者が出るまで高さを下げて続行する。同じ高さの同一試技数で複数の競技者が成功した場合、バーの高さを1段階上げて続行する。これを決着がつくまで繰り返す。
- 競技者が4人以上残っている場合は試技開始の合図があってから1分以内に試技を開始しなければならない。
- 競技者が残り2～3人になった場合は試技開始の合図があってから3分以内に試技を開始しなければならない。
- 競技者が残り1人になった場合はバーの高さを1cm単位で設定できる。なお、試技は試技開始の合図があってから5分以内に開始しなければならない。
- 自分のポールを使って良い。私物のポールは所有者の同意がなければ使用できない。
- ポールの材質・長さ・太さは任意だが、表面は滑らかでなければならない。
- ポールより高く跳んで構わない。
- バーを越えずに、体の部分やポールがボックスの垂直面の前方の地面や着地場所に触れた時に、無効試技となる。
- （失敗試技による頭からの落下を想定し）ヘルメットを着用しても良い。ただし、着用義務のルールはない（世界的な大会では、トビー・スティーブンソンが有名）。

## 用器具

### ポール

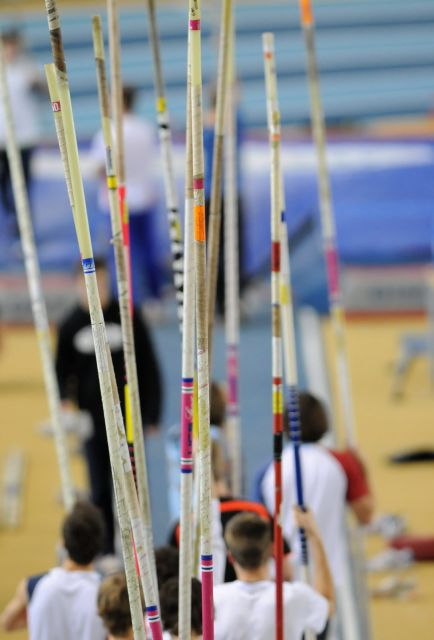
テープが巻かれた様々なポール

ルール上、ポールの長さ、太さ、材質などに制限はない。
ポールの材質
初期の頃は木製ポールが使われていたが、弾力性に乏しく記録の大幅な向上は見られなかった。また、木材の耐久性の問題で競技中にポールが折れることが多発し、それによる怪我もつきなかった。
その後、柔軟性を確保できる竹製が普及した。竹が簡単に手に入る日本では1936年ベルリンオリンピックでメダルを獲得した西田修平・大江季雄をはじめとするトップレベルの選手を輩出するなど、棒高跳びが盛んになった。1988年ソウルオリンピックまでは、当時の十種競技のトップレベルの選手であるデイリー・トンプソンも竹製を使用していた。
その後も材質の変遷は進み、金属製を経て、現在はガラス繊維強化プラスチック製や炭素繊維強化プラスチック製のポールが使われ、記録も大幅に伸びるようになった。

### その他
- バー
- ボックス
- 着地マット
- 助走路

## 記録

### 世界歴代10傑
| 位 | 記録 | 氏名                         | 国籍             | 日付          |
| -- | ---- | ---------------------------- | ---------------- | ------------- |
| 1  | 6m29 | アルマンド・デュプランティス | スウェーデン     | 2025年8月13日 |
| 2  | 6m14 | セルゲイ・ブブカ             | ウクライナ       | 1994年7月31日 |
| 3  | 6m08 | エマノイル・カラリス         | ギリシャ         | 2025年8月2日  |
| 4  | 6m07 | KC・ライトフット             | アメリカ合衆国   | 2023年6月2日  |
| 5  | 6m06 | サム・ケンドリクス           | アメリカ合衆国   | 2019年7月27日 |
| 8  | 6m05 | マクシム・タラソフ           | ロシア           | 1999年6月16日 |
| 8  | 6m05 | ドミトリー・マルコフ         | オーストラリア   | 2001年8月9日  |
| 8  | 6m05 | ルノー・ラビレニ             | フランス         | 2015年5月30日 |
| 9  | 6m04 | ブラッド・ウォーカー         | アメリカ合衆国   | 2008年6月8日  |
| 10 | 6m03 | オッカート・ブリッツ         | 南アフリカ共和国 | 1995年8月18日 |
| 10 | 6m03 | ジェフ・ハートウィグ         | アメリカ合衆国   | 2000年6月14日 |
| 10 | 6m03 | チアゴ・ブラス・ダ・シウヴァ | ブラジル         | 2016年8月15日 |

| 位 | 記録 | 氏名                         | 国籍           | 日付          |
| -- | ---- | ---------------------------- | -------------- | ------------- |
| 1  | 6m27 | アルマンド・デュプランティス | スウェーデン   | 2025年2月28日 |
| 2  | 6m16 | ルノー・ラビレニ             | フランス       | 2014年2月15日 |
| 3  | 6m15 | セルゲイ・ブブカ             | ウクライナ     | 1993年2月21日 |
| 4  | 6m06 | スティーブン・フッカー       | オーストラリア | 2009年2月7日  |
| 5  | 6m05 | クリストファー・ニルセン     | アメリカ合衆国 | 2022年3月5日  |
| 5  | 6m05 | エマノイル・カラリス         | ギリシャ       | 2025年3月22日 |
| 7  | 6m02 | ロディオン・ガタウリン       | ソビエト連邦   | 1989年2月4日  |
| 7  | 6m02 | ジェフ・ハートウィグ         | アメリカ合衆国 | 2002年3月10日 |
| 10 | 6m01 | サム・ケンドリクス           | アメリカ合衆国 | 2020年2月8日  |
| 10 | 6m01 | Christopher NILSEN           | アメリカ合衆国 | 2025年1月31日 |

| 位 | 記録 | 氏名                       | 国籍             | 日付          |
| -- | ---- | -------------------------- | ---------------- | ------------- |
| 1  | 5m06 | エレーナ・イシンバエワ     | ロシア           | 2009年8月28日 |
| 2  | 5m01 | アンジェリカ・シドロワ     | ロシア           | 2021年9月9日  |
| 3  | 5m00 | サンディ・モリス           | アメリカ合衆国   | 2016年9月9日  |
| 4  | 4m95 | ケイティ・ナジョット       | アメリカ合衆国   | 2021年6月26日 |
| 5  | 4m94 | エリザ・マッカートニー     | ニュージーランド | 2018年7月17日 |
| 6  | 4m93 | ジェニファー・サー         | アメリカ合衆国   | 2018年4月14日 |
| 7  | 4m92 | モリー・コードリー         | イギリス         | 2024年6月22日 |
| 8  | 4m91 | ヤリスレイ・シルバ         | キューバ         | 2015年8月2日  |
| 8  | 4m91 | エカテリニ・ステファニディ | ギリシャ         | 2017年8月6日  |
| 10 | 4m90 | ホリー・ブラッドショー     | イギリス         | 2021年6月26日 |
| 10 | 4m90 | ニナ・ケネディ             | オーストラリア   | 2023年8月24日 |

| 位 | 記録 | 氏名                         | 国籍           | 日付          |
| -- | ---- | ---------------------------- | -------------- | ------------- |
| 1  | 5m03 | ジェニファー・サー           | アメリカ合衆国 | 2016年1月30日 |
| 2  | 5m01 | エレーナ・イシンバエワ       | ロシア         | 2012年2月23日 |
| 3  | 4m95 | サンディ・モリス             | アメリカ合衆国 | 2016年3月12日 |
| 3  | 4m95 | アンジェリカ・シドロワ       | ロシア         | 2020年2月29日 |
| 5  | 4m94 | ケイティ・ナゲオッティ       | アメリカ合衆国 | 2021年5月11日 |
| 6  | 4m91 | アマンダ・モル               | アメリカ合衆国 | 2025年2月28日 |
| 8  | 4m90 | デミ・ペイン                 | アメリカ合衆国 | 2016年2月20日 |
| 8  | 4m90 | エカテリニ・ステファニディ   | ギリシャ       | 2016年2月20日 |
| 9  | 4m87 | ホーリー・ブラッドショー     | イギリス       | 2012年1月21日 |
| 10 | 4m85 | スベトラーナ・フェオファノワ | ロシア         | 2004年2月22日 |
| 10 | 4m85 | アンナ・ロゴフスカ           | ポーランド     | 2011年3月6日  |

### 六大州のエリア記録
| エリア     | 記録 | 氏名                         | 国籍             | 場所             | 日付          |
| ---------- | ---- | ---------------------------- | ---------------- | ---------------- | ------------- |
| アフリカ   | 6m03 | オッカート・ブリッツ         | 南アフリカ共和国 | ケルン           | 1995年8月18日 |
| アジア     | 6m00 | アーネスト・ジョン・オビエナ | フィリピン       | ベルゲン         | 2023年6月10日 |
| 北アメリカ | 6m04 | ブラッド・ウォーカー         | アメリカ合衆国   | ユージーン       | 2008年6月8日  |
| 南アメリカ | 6m03 | チアゴ・ブラス・ダ・シウヴァ | ブラジル         | リオデジャネイロ | 2016年8月15日 |
| ヨーロッパ | 6m29 | アルマンド・デュプランティス | スウェーデン     | ブダペスト       | 2025年8月13日 |
| オセアニア | 6m05 | ドミトリー・マルコフ         | オーストラリア   | エドモントン     | 2001年8月9日  |

| エリア     | 記録 | 氏名                   | 国籍             | 場所                       | 日付          |
| ---------- | ---- | ---------------------- | ---------------- | -------------------------- | ------------- |
| アフリカ   | 4m42 | エルマリー・ジェリーツ | 南アフリカ共和国 | ヴェーゼル                 | 2000年6月12日 |
| アジア     | 4m72 | 李玲                   | 中華人民共和国   | 上海                       | 2019年5月18日 |
| 北アメリカ | 5m00 | サンディ・モリス       | アメリカ合衆国   | ブリュッセル               | 2016年9月9日  |
| 南アメリカ | 4m87 | ファビアナ・ムレル     | ブラジル         | サンベルナルド・ド・カンポ | 2016年7月3日  |
| ヨーロッパ | 5m06 | エレーナ・イシンバエワ | ロシア           | チューリッヒ               | 2009年8月28日 |
| オセアニア | 4m94 | エリザ・マッカートニー | ニュージーランド | ヨックグリム               | 2018年7月17日 |

### U20世界記録
| 位 | 記録 | 氏名                         | 国籍         | 日付          |
| -- | ---- | ---------------------------- | ------------ | ------------- |
| 1  | 6m05 | アルマンド・デュプランティス | スウェーデン | 2018年8月12日 |

| 位 | 記録 | 氏名       | 国籍           | 日付          |
| -- | ---- | ---------- | -------------- | ------------- |
| 1  | 4m65 | ハナ・モル | アメリカ合衆国 | 2023年8月21日 |

### 日本歴代10傑
| 位 | 記録 | 氏名           | 所属                 | 日付          |
| -- | ---- | -------------- | -------------------- | ------------- |
| 1  | 5m83 | 澤野大地       | ニシスポーツ         | 2005年5月3日  |
| 2  | 5m75 | 山本聖途       | 中京大学             | 2013年6月23日 |
| 3  | 5m71 | 小林史明       | 日体大AC             | 2002年7月21日 |
| 3  | 5m71 | 江島雅紀       | 日本大学             | 2019年8月18日 |
| 5  | 5m70 | 横山学         | 百十四銀行           | 2000年4月29日 |
| 5  | 5m70 | 荻田大樹       | ミズノ               | 2013年4月20日 |
| 5  | 5m70 | 竹川倖生       | 丸元産業             | 2021年6月26日 |
| 8  | 5m62 | 柄澤智哉       | 日本体育大学         | 2024年8月9日  |
| 9  | 5m61 | 澤慎吾         | きらぼし銀行         | 2019年8月18日 |
| 10 | 5m60 | 鈴木康太       | 中京大学             | 2017年7月16日 |
| 10 | 5m60 | 松澤ジアン成治 | 新潟アルビレックスRC | 2018年6月9日  |
| 10 | 5m60 | 米倉照恭       | ゼンリン             | 1996年5月6日  |
| 10 | 5m60 | 来間弘樹       | ストライダーズAC     | 2020年10月2日 |
| 10 | 5m60 | 石川拓磨       | 東京海上日動ＣＳ     | 2021年6月26日 |

| 位 | 記録 | 氏名       | 所属               | 日付          |
| -- | ---- | ---------- | ------------------ | ------------- |
| 1  | 4m48 | 諸田実咲   | アットホーム       | 2023年10月2日 |
| 2  | 4m40 | 我孫子智美 | 滋賀レイクスターズ | 2012年6月9日  |
| 3  | 4m36 | 錦織育子   | 三慶サービス       | 2006年4月29日 |
| 4  | 4m35 | 近藤高代   | 長谷川体育施設     | 2004年5月29日 |
| 5  | 4m33 | 那須眞由   | KAGOTANI           | 2022年4月24日 |
| 6  | 4m31 | 中野真実   | 三観陸協           | 2004年5月5日  |
| 6  | 4m31 | 小林美月   | 日本体育大学       | 2025年7月4日  |
| 8  | 4m30 | 竜田夏苗   | ニッパツ           | 2019年7月7日  |
| 9  | 4m25 | 田中伶奈   | 吉田石油店         | 2025年5月17日 |
| 10 | 4m23 | 仲田愛     | 鹿屋体育大学       | 2010年9月18日 |

### 高校歴代10傑
| 位 | 記録 | 氏名     | 所属                     | 日付           |
| -- | ---- | -------- | ------------------------ | -------------- |
| 1  | 5m51 | 古澤一生 | 前橋育英高等学校         | 2020年8月8日   |
| 2  | 5m50 | 江島雅紀 | 神奈川県立荏田高等学校   | 2016年10月7日  |
| 3  | 5m41 | 笹瀬弘樹 | 浜松市立高等学校         | 2007年8月5日   |
| 4  | 5m40 | 澤野大地 | 成田高等学校             | 1998年8月3日   |
| 5  | 5m35 | 原口篤志 | 奈良県立王寺工業高等学校 | 2021年11月3日  |
| 6  | 5m31 | 井上直哉 | 徳島県立阿南光高等学校   | 2025年7月26日  |
| 7  | 5m30 | 井村俊雄 | 明石市立明石商業高等学校 | 2000年6月24日  |
| 7  | 5m30 | 森拓朗   | 成田高等学校             | 2001年7月1日   |
| 7  | 5m30 | 北田琉偉 | 大阪府立大塚高等学校     | 2022年11月6日  |
| 7  | 5m30 | 渡邉瑛斗 | 大阪府立大塚高等学校     | 2022年11月19日 |

| 位 | 記録 | 氏名       | 所属                       | 日付           |
| -- | ---- | ---------- | -------------------------- | -------------- |
| 1  | 4m16 | 村田蒼空   | 群馬県立前橋女子高等学校   | 2022年7月2日   |
| 2  | 4m13 | 古林愛理   | 明石市立明石商業高等学校   | 2020年10月11日 |
| 3  | 4m12 | 田中伶奈   | 香川県立観音寺第一高等学校 | 2018年10月27日 |
| 4  | 4m10 | 南野弥生   | 北海道札幌手稲高等学校     | 2003年10月27日 |
| 4  | 4m10 | 柳川美空   | 前橋育英高等学校           | 2023年6月3日   |
| 6  | 4m05 | 松井愛果   | 大阪府立大塚高等学校       | 2024年7月31日  |
| 7  | 4m02 | 山地里奈   | 香川県立観音寺第一高等学校 | 2017年8月19日  |
| 8  | 4m00 | 小林美月   | 明星学園高等学校           | 2022年4月24日  |
| 8  | 4m00 | 我孫子智美 | 光泉高等学校               | 2005年9月19日  |
| 8  | 4m00 | 小田嶋怜美 | 木更津総合高等学校         | 2011年9月24日  |
| 8  | 4m00 | 大坂谷明里 | 兵庫県立社高等学校         | 2020年8月9日   |
| 8  | 4m00 | 渡邊紗莱   | 埼玉県立大宮東高等学校     | 2025年6月14日  |

#### 高校生に関する各種記録
| 位 | 記録 | 氏名     | 所属                     | 日付           |
| -- | ---- | -------- | ------------------------ | -------------- |
| 1  | 5m22 | 古澤一生 | 前橋育英高等学校         | 2018年10月16日 |
| 2  | 5m20 | 江島雅紀 | 神奈川県立荏田高等学校   | 2014年10月25日 |
| 3  | 5m10 | 浅野喜洋 | 兵庫県立神戸甲北高等学校 | 2002年3月10日  |
| 3  | 5m10 | 笹瀬弘樹 | 浜松市立高等学校         | 2005年8月3日   |
| 5  | 5m00 | 森拓朗   | 成田高等学校             | 1999年10月30日 |
| 5  | 5m00 | 泉谷礼哉 | 奈良県立王寺工業高等学校 | 2024年11月4日  |

| 位 | 記録 | 氏名     | 所属                     | 日付           |
| -- | ---- | -------- | ------------------------ | -------------- |
| 1  | 4m01 | 柳川美空 | 前橋育英高等学校         | 2021年10月22日 |
| 2  | 3m92 | 中村心葵 | 奈良県立王寺工業高等学校 | 2025年5月31日  |
| 3  | 3m90 | 村田蒼空 | 群馬県立前橋女子高等学校 | 2020年10月23日 |
| 4  | 3m86 | 仲田愛   | 広島県立西条農業高等学校 | 2005年3月31日  |
| 5  | 3m85 | 森郁子   | 兵庫県立神戸甲北高等学校 | 2000年10月6日  |

| 位 | 記録 | 氏名     | 所属                   | 日付           |
| -- | ---- | -------- | ---------------------- | -------------- |
| 1  | 5m36 | 江島雅紀 | 神奈川県立荏田高等学校 | 2015年10月24日 |
| 2  | 5m31 | 笹瀬弘樹 | 浜松市立高等学校       | 2006年10月6日  |
| 3  | 5m30 | 古澤一生 | 前橋育英高等学校       | 2019年5月17日  |
| 4  | 5m25 | 澤野大地 | 成田高等学校           | 1997年9月20日  |
| 5  | 5m22 | 新井拓磨 | 日本体育大学柏高等学校 | 2014年10月18日 |

| 位 | 記録 | 氏名     | 所属                       | 日付          |
| -- | ---- | -------- | -------------------------- | ------------- |
| 1  | 4m02 | 山地里奈 | 香川県立観音寺第一高等学校 | 2017年8月19日 |
| 2  | 4m00 | 田中伶奈 | 香川県立観音寺第一高等学校 | 2017年6月24日 |
| 2  | 4m00 | 古林愛理 | 明石市立明石商業高等学校   | 2019年6月15日 |
| 4  | 3m90 | 仲田愛   | 広島県立西条農業高等学校   | 2005年4月29日 |
| 4  | 3m90 | 台信愛   | 福岡県立中間高等学校       | 2018年7月15日 |

| 位 | 記録 | 氏名     | 所属                     | 日付          |
| -- | ---- | -------- | ------------------------ | ------------- |
| 1  | 5m51 | 古澤一生 | 前橋育英高等学校         | 2020年8月8日  |
| 2  | 5m46 | 江島雅紀 | 神奈川県立荏田高等学校   | 2016年10月7日 |
| 3  | 5m41 | 笹瀬弘樹 | 浜松市立高等学校         | 2007年8月5日  |
| 4  | 5m40 | 澤野大地 | 成田高等学校             | 1998年8月3日  |
| 5  | 5m35 | 原口篤志 | 奈良県立王寺工業高等学校 | 2021年5月3日  |

| 位 | 記録 | 氏名     | 所属                       | 日付           |
| -- | ---- | -------- | -------------------------- | -------------- |
| 1  | 4m16 | 村田蒼空 | 群馬県立前橋女子高等学校   | 2022年7月2日   |
| 2  | 4m13 | 古林愛理 | 明石市立明石商業高等学校   | 2020年10月11日 |
| 3  | 4m12 | 田中伶奈 | 香川県立観音寺第一高等学校 | 2018年10月27日 |
| 4  | 4m10 | 南野弥生 | 北海道札幌手稲高等学校     | 2003年10月27日 |
| 5  | 4m07 | 柳川美空 | 前橋育英高等学校           | 2023年5月13日  |

### 中学歴代10傑
| 位 | 記録 | 氏名     | 所属                        | 日付           |
| -- | ---- | -------- | --------------------------- | -------------- |
| 1  | 5m05 | 古澤一生 | 高崎市立新町中学校          | 2017年7月28日  |
| 1  | 5m05 | 大森蒼以 | KPBC さいたま市立片柳中学校 | 2025年8月17日  |
| 3  | 5m00 | 飯塚俊介 | さいたま市立片柳中学校      | 2025年7月19日  |
| 4  | 4m92 | 笹瀬弘樹 | 新居町立新居中学校          | 2004年10月17日 |
| 5  | 4m90 | 浅野喜洋 | 神戸市立広陵中学校          | 2001年3月31日  |
| 6  | 4m80 | 野呂仁人 | 玉城町立玉城中学校          | 2017年10月14日 |
| 7  | 4m78 | 岸本都夢 | 高松市立玉藻中学校          | 2021年8月26日  |
| 8  | 4m76 | 小野真二 | 浜松市立東陽中学校          | 1998年3月31日  |
| 9  | 4m75 | 岡田祐司 | 神戸市立長坂中学校          | 1997年8月22日  |
| 9  | 4m75 | 松沢勝治 | 伊那市立春富中学校          | 2011年10月15日 |

### 日本人各種記録
|        | 記録 | 氏名     | 所属     | 日付          |
| ------ | ---- | -------- | -------- | ------------- |
| 学生   | 5m75 | 山本聖途 | 中京大学 | 2013年6月23日 |
| Jr日本 | 5m65 | 江島雅紀 | 日本大学 | 2017年7月6日  |

|        | 記録 | 氏名     | 所属         | 日付          |
| ------ | ---- | -------- | ------------ | ------------- |
| 学生   | 4m23 | 仲田愛   | 鹿屋体育大学 | 2010年9月18日 |
| Jr日本 | 4m15 | 田中伶奈 | 香川大学     | 2019年5月1日  |

#### 五輪・世界選手権における日本人入賞者
| 年   | 大会                                           | 開催国         | 選手名     | 成績 | 記録 |
| ---- | ---------------------------------------------- | -------------- | ---------- | ---- | ---- |
| 1928 | 第9回オリンピック競技大会（アムステルダム）    | オランダ       | 中沢米太郎 | 6位  | 3m90 |
| 1932 | 第10回オリンピック競技大会（ロサンゼルス）     | アメリカ合衆国 | 西田修平   | 2位  | 4m30 |
| 1932 | 第10回オリンピック競技大会（ロサンゼルス）     | アメリカ合衆国 | 望月倭夫   | 5位  | 4m00 |
| 1936 | 第11回オリンピック競技大会（ベルリン）         | ドイツ国       | 西田修平   | 2位  | 4m25 |
| 1936 | 第11回オリンピック競技大会（ベルリン）         | ドイツ国       | 大江季雄   | 3位  | 4m25 |
| 1936 | 第11回オリンピック競技大会（ベルリン）         | ドイツ国       | 安達清     | 6位  | 4m00 |
| 1952 | 第15回オリンピック競技大会（ヘルシンキ）       | フィンランド   | 沢田文吉   | 6位  | 4m20 |
| 2005 | 第10回世界陸上競技選手権大会（ヘルシンキ）     | フィンランド   | 澤野大地   | 8位  | 5m50 |
| 2013 | 第14回世界陸上競技選手権大会（モスクワ）       | ロシア         | 山本聖途   | 6位  | 5m75 |
| 2016 | 第31回オリンピック競技大会（リオデジャネイロ） | ブラジル       | 澤野大地   | 7位  | 5m50 |

- 1928年アムステルダムオリンピックで中沢米太郎が6位入賞したのが、この種目で日本人選手最初の入賞者となった。1932年ロサンゼルスオリンピックで西田修平が2位となり、この種目で初のメダリストとなっている。

## 事故
2002年のアメリカで、フロリダ州の16歳の高校生と19歳のペンシルベニア州立大生、イリノイ州の17歳の高校生、彼ら3人が競技中にジャンプに失敗し頭を打ち死亡している。最初の2人は2月に死亡、最後の1人は3月31日に頭を打ち翌日死亡している。死亡選手の1人の父親は競技にヘルメット(ヘッドギア)着用の必要性を訴えた。
2022年6月、東京五輪代表の江島雅紀が、記録会でマット外に右足から着地し右足舟状骨を骨折した。骨が砕けるほどの重傷だった。2度にわたる手術をし、2023年9月に復帰した。
2022年7月、世界陸上の初日、イギリスのホリー・ブラッドショー選手が練習中にポールが折れて頭からマットに落ち、世界陸上を棄権することとなった。
2024年、イギリスのグラスゴーで開かれた世界室内陸上競技選手権大会で、フランスのMargot Chevrier選手が足首の骨が見えるほどの怪我(開放骨折)を負った。